# Bracon bembeciae
Bracon bembeciae är en stekelart som först beskrevs av Walley 1932.  Bracon bembeciae ingår i släktet Bracon och familjen bracksteklar. Inga underarter finns listade.